# Dodge Challenger
Pour les articles homonymes, voir Challenger.

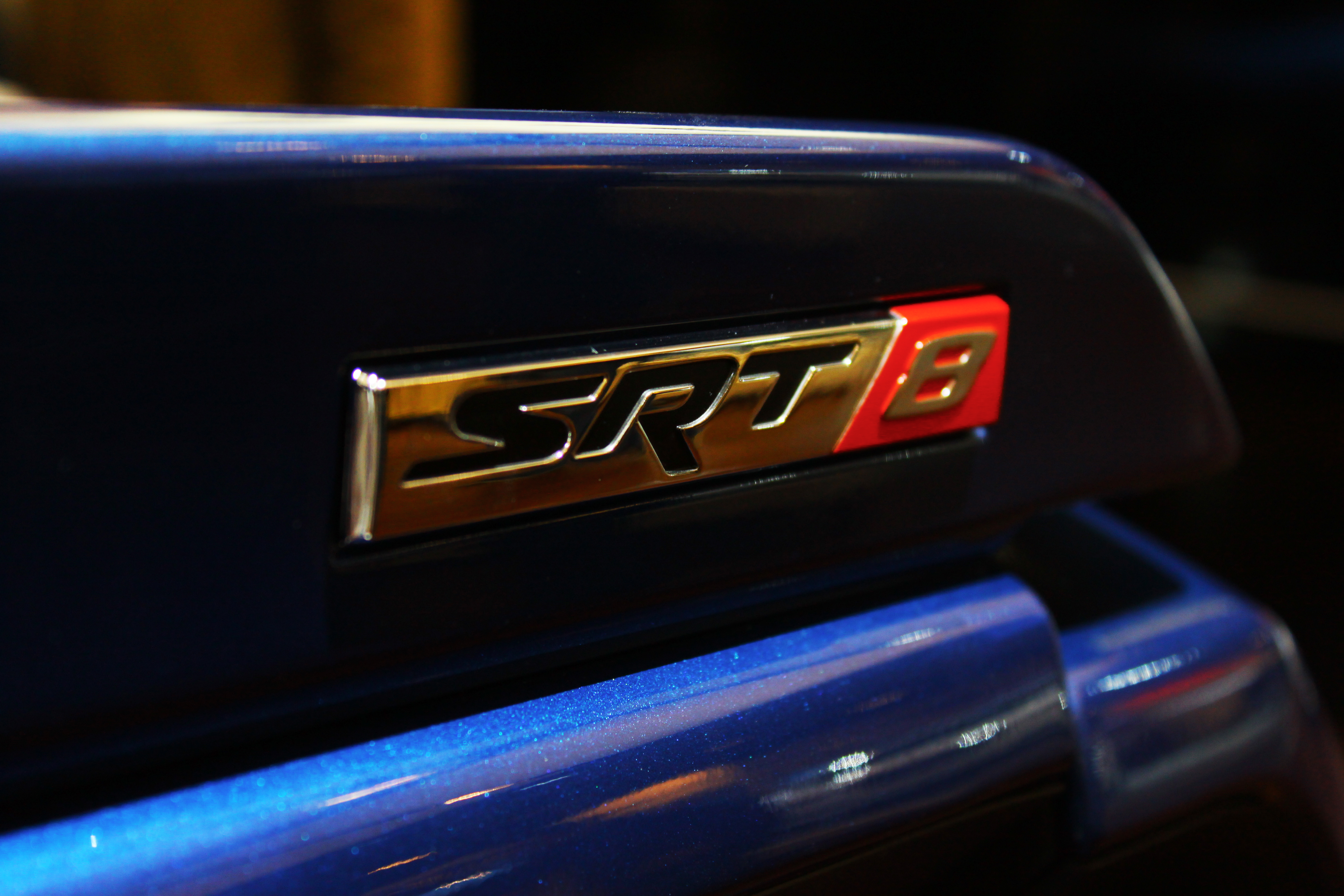
Badge SRT-8 à l'arrière d'une Dodge Challenger.

Challenger est le nom de trois modèles de voitures du constructeur automobile américain Dodge.
La Dodge Silver Challenger est une version spéciale de la Dodge Coronet de 1959. Le premier modèle Challenger est un muscle car fabriqué de 1970 à 1974 qui est devenu une icône de la culture automobile américaine et un modèle classique de style qui sert toujours de référence aux ingénieurs de Dodge. L'appellation Challenger a ensuite été attribuée de 1978 à 1983 à la Mitsubishi Galant Lambda Coupé importée du Japon par Chrysler. Enfin, l'appellation est reprise en 2008 pour le tout nouveau modèle néo-rétro que Dodge lance en 2008 pour concurrencer la Ford Mustang ainsi que la Chevrolet Camaro. Les Challenger de la première, et troisième génération ont toujours été des Muscle Cars.

## Première génération (1970 - 1974)
Introduite à l'automne 1969 pour 1970, la Challenger était l'une des deux voitures E-body de Chrysler, l'autre étant la Plymouth Barracuda, légèrement plus petite. Positionnée pour concurrencer la Mercury Cougar et la Pontiac Firebird dans le segment supérieur du marché des pony-cars , ce fut "une réponse assez tardive" à la Ford Mustang, qui a fait ses débuts en avril 1964.
Plusieurs motorisations étaient disponibles. Elles se répartissent en deux catégories, selon leurs cylindrées.
Small blocks
- 6 cylindres en ligne « Slant Six » 225 (3,7 L) : 1970-1972
- V8 318 (5,2 L) : 1970-1974
- V8 340 (5,6 L) : 1970-1973
- V8 360 (5,9 L) : 1974

Big blocks
- V8 « Magnum » 383 (6,3 L) : 1970-1971
- V8 « Magnum » 440 (7,2 L) : 1970-1971, à carburateur quadruple corps (développant 380 ch (280 kW))
- V8 « Six Pack » 440 (7,2 L) : 1970-1971, à trois carburateurs double corps développant 395 ch (291 kW) et 664 N m.
- V8 Hemi 426 (7,0 L) : 1970-1971. 431 ch (317 kW) et 664 N m

## Deuxième génération (1978-1984)
À partir de l'année modèle 1978, Dodge a commercialisé une variante rebadgée des premiers coupé Mitsubishi Galant Lambda, sous le nom de Dodge Challenger - par l'intermédiaire des concessionnaires Dodge en tant qu'importation captive, à l'origine sous le nom de "Dodge Colt Challenger". La marque Plymouth de Chrysler a commercialisé sa propre variante rebadgée sous le nom de Plymouth Sapporo, et une variante rebadgée a été commercialisée et vendue à l'étranger sous le nom de Mitsubishi Sapporo / Scorpion. La Challenger était identique à la Plymouth Sapporo sur le plan de la couleur et des détails mineurs, la version Dodge mettant l’accent sur la sportivité et des couleurs vives, tandis que le modèle Plymouth mettait l’accent sur le luxe (contrairement à l'idée d'entrée de gamme de Plymouth) et une finition plus discrète. Les voitures ont été légèrement redessinées en 1981 avec une carrosserie révisée, plus d'espace pour les pieds, la tête, dans la capacité du coffre et une meilleure insonorisation, des phares révisés et d’autres modifications esthétiques mineures. Les deux modèles ont été vendues jusqu'en 1983, jusqu'à ce qu'elles soient remplacées par la Conquest utilisant la même plateforme à propulsion arrière jusqu'en 1989 et en 1984 par la Daytona à traction avant.
La voiture a conservé le style de toit rigide sans cadre de l’ancienne Challenger, mais ses moteurs étaient plus petits, un quatre cylindres en ligne de 1,6 L et un quatre cylindres en ligne de 2,6 L au lieu des moteurs à six et huit cylindres de l’ancienne Challenger et les performances étaient bien loin de son homonyme. Néanmoins, elle a acquis la réputation d'être une voiture assez vive dans sa catégorie, notamment grâce à son moteur "Hemi" de 2,6 L disponible, d'une capacité de 106 ch (78 kW). Les moteurs à quatre cylindres de cette taille n'avaient généralement pas été construits à cause des vibrations inhérentes, mais Mitsubishi a été le premier à utiliser des arbres d'équilibrage pour atténuer cet effet. La Challenger a été l'un des premiers véhicules à intégrer cette technologie sur le marché américain; depuis, elle a été concédée sous licence à de nombreux autres fabricants.

## Troisième génération (2008-2023)
À la fin 2005, Dodge a diffusé des photos d'espionnage du prototype de la Dodge Challenger sur Internet qui a été annoncée le 21 novembre 2005, montrant un dessin officiel du véhicule. La Dodge Challenger Concept a été dévoilée au Salon de l’Auto de l’Amérique du Nord 2006 et représentait un aperçu de la Dodge Challenger de 3e génération, dont la production a débuté en 2008. De nombreux éléments de conception de la Dodge Challenger Concept ont été adaptés à partir de la Dodge Challenger R/T de 1970. C'était la deuxième voiture poney à réutiliser un design précédent dans les années 2000, après la Ford Mustang de 2005 mais avant la Chevrolet Camaro de 2010 (qui a été ravivée après sept ans d'absence de production).

### SRT Hellcat
La Dodge Challenger SRT Hellcat est une variante haute performance de la Challenger équipée d'un moteur HEMI suralimenté 6,2 L de 717 ch (527 kW) et 881 N m de couple. Ce moteur est également disponible dans la berline full-size Dodge Charger SRT Hellcat, le SUV Jeep Grand Cherokee Trackhawk et en tant que kit d'échange du moteur Hellcat.
La Challenger SRT Hellcat peut accélérer de 0 à 97 km/h en 3,6 secondes et peut freiner de 60 à 0 en 33 m. La vitesse maximale est de 320 km/h. La Challenger Hellcat a une accélération latérale de 0,94 g.

### SRT Demon
La Demon est une variante de performance extrême (niveau course de piste) de production limitée avec une large carrosserie de la Challenger SRT Hellcat déjà très performante. Elle a fait ses débuts lors du Salon de l'auto de New York en avril 2017.
La Demon utilise un tout nouveau moteur V8 de 6,2 L équipé d'un compresseur de 2,7 L, qui est évalué à 819 ch (603 kW) avec de l'essence d'octane 91 et 852 ch (626 kW) avec du carburant d'octane 100 ou plus (les deux sorties sont avec le porte-clés rouge fourni avec la voiture).

## Courses
La Challenger a été présentée à la série SCCA Trans Am en 1970. Deux voitures soutenues par l'usine ont été préparées par Ray Caldwell's Autodynamics et conduites par Sam Posey et Tony Adamowicz. La voiture n ° 77 a été construite chez Autodynamics à partir d'une Challenger T / A de rue qui a été prise dans une salle d'exposition d'un concessionnaire local. Le châssis n ° 76 est arrivé à la mi-saison des All-American Racers de Dan Gurney et a été complété par Autodynamics.
- Du début au milieu des années 1970, le programme "Kit Car" de Dodge pour les courses de stock car des modèles récents sur courte piste offrait un choix de Challenger, et quelques-unes (moins de 12) ont été fabriqués, mais en 1974, Dodge a mis fin à la gamme Challenger et ils sont allés avec des carrosseries de Dodge Dart Sports et Dodge Aspen sur un châssis en tube d'acier[8].
- Blackforest Motorsports a actuellement engagé une Challenger dans le Continental Challenge[9].
- La Challenger R / T a été utilisé comme modèle Chrysler pour commencer en 2010 la compétition NASCAR Nationwide Series[10].

Dodge étant officiellement sorti de la NASCAR à la fin de la saison 2012, les voitures et les pièces de course restantes ont été achetées par des équipes de course "privées" et continuent d'apparaître dans la série Nationwide pendant les saisons 2013 et 2014. J. J. Yeley a indiqué que son équipe et ses deux voitures continuerait à aligner une Challenger de série aussi longtemps qu'il pourrait trouver des pièces pour maintenir les voitures en marche. L'équipe s'est arrêtée après la saison 2014 après que sa n ° 93 (plus tard n ° 28) était régulièrement dans le top 20 pendant les courses, bien que la n ° 74 appartenant à Mike Harmon et la n ° 40 opérée par Derek White se soient qualifiés et aient couru des Dodge en 2015. Mike Harmon Racing a piloté une Dodge toute la saison 2015 et l'a également fait en 2016, et a déjà participé à plus de la moitié de la saison 2017. De même, l'équipe MBM Motorsports de White a aligné les n ° 13 et 40 en tant que Dodge dans certaines courses. MBM continue à aligner des Dodge en 2018 avec Timmy Hill dans la 66 (était la 13).
Fin 2014, deux Challenger alignés par Miller Racing, avec le soutien de SRT et Mopar, conduites par Cameron Lawrence et Joe Stevens ont commencée à courir dans la catégorie TA2 de la Trans-Am Series. Les deux voitures utilisaient un châssis de tube de course sur route Spec Howe avec des carrosseries en fibre de verre. Propulsées par un moteur Hemi 392 légèrement modifié pour les extrêmes de la course sur route et limité par les règles de la catégorie, les voitures développaient environ 500 ch (375 kW). À l'exception des ailes légèrement bombées et du grand aileron arrière, les voitures ressemblent beaucoup à la version de série / rue, bien qu'elles soient à peu près 7/8 de la taille de la voiture de route. Lawrence a remporté quatre des 12 courses de la saison 2015, terminant troisième au classement général du championnat Trans Am TA2. Joe Stevens dans la «Green Car» n ° 11 a terminé sixième au classement général après une quatrième place lors de la finale de la saison au Daytona International Speedway. Joe Stevens a également reçu le prix Cool Shirt Hard Charger pour son excellente performance en tant que nouvelle recrue de la saison. Pour la saison 2016, l'équipe Stevens-Miller a aligné trois Challenger dans la série TA2 et a participé à 16 épreuves, marquant quelques victoires. La voiture n ° 77 a été peinte dans un schéma de peinture très similaire à la voiture n ° 77 de 1970 conduite par Sam Posey. La voiture n ° 12 utilisait parfois un schéma bleu rendant hommage à la voiture Plymouth Cuda Trans-Am conduite par Swede Savage.
En mars 2017, la Challenger est revenue dans la catégorie TA en Trans-Am à Sebring après une absence de près de 40 ans de la catégorie de course la plus rapide de la Trans-Am. Elle était conduite par Jeff Hinkle sous l'équipe American V8 Road Racing avec John Debenedictis comme chef d'équipe. La voiture était orange et violette avec des rayures de nombreuses autres couleurs de la Challenger pour célébrer l'écurie actuelle des voitures de rue. Elle est propulsée par un moteur Penske Engines R5 / P7 carburé par Mopar produisant 867 ch (638 kW). À ses débuts, elle s'est qualifiée 16e et a terminé 9e sur 24.
À toutes les courses du Championnat du monde Superbike organisées aux États-Unis, la voiture de sécurité Alfa Romeo de Fiat est remplacée par la Dodge Challenger de Chrysler.

## Dans la culture populaire

### Cinéma
- Point limite zéro (Vanishing Point) (1971) : 1970 Challenger R/T
- La Grande Casse (Gone in 60 Seconds) (1974) : 1973 Dodge Challenger (notez que les bandes décoratives « R/T », style-bumblebee, n'étaient plus au catalogue des options depuis 1970)
- Tueurs nés (Natural Born Killers) (1994) : 1970 Challenger R/T convertible
- Terminal Velocity (1994) : 1970 Challenger R/T
- Viper (1996) : 1972 Challenger
- Drive (1997) : 1970 Challenger
- Vanishing Point Remake (1997) : 1970 Challenger R/T
- 2 Fast 2 Furious (2003) : 1970 Challenger R/T Hemi
- Pour le meilleur et pour le rire (2003) : 1970 Challenger
- Boulevard de la mort (2007) : 1970 Challenger R/T blanche
- Green Lantern (2011) : 1970 Challenger R/T orange
- Fast and Furious 5 (2011) : Dodge Challenger SRT-8 Classic Design Concepts Group 2 Widebody noir
- 2 Guns (2013) : 1970 Dodge Challenger Noir
- Fast and Furious 7 (2015) : Dodge Challenger 2015 et une autre Dodge Challenger 2015 prototype
- In Time (2011) : les agents du Temps roulent en Challenger (1970) noir mat aux calandres modifiées.
- Nightcrawler (2014) : Dodge Challenger 2012 SRT-8

### Télévision
- Mannix (1973) : 1973 Dodge Challenger Rallye
- Magnum (1980) : (Pilote - Saison 1 Épisode 1) 1970 Dodge Challenger (verte et marron en raison de la rouille). Utilisée par des tueurs durant une course-poursuite avec la Ferrari 308 GTB de Thomas Magnum (interprété par Tom Selleck), elle réussit à éviter une voiture venant en sens contraire, mais tombe dans un ravin au bord de la mer et explose en une gerbe de flammes.
- NCIS : Enquêtes spéciales (2008) (Saison 6 Épisode 4) : 1970 Dodge Challenger R/T (Jaune et bandes noires) Moteur 426 Hemi
- NCIS : Los Angeles : 2009 Dodge Challenger SRT noire
- Breaking Bad (2011-2012) (saison 4 : épisodes 6 et 7, et saison 5 : épisode 4) : Dodge challenger (Orange)
- The Walking Dead (saison 1 Épisode 2 et 3) : Dodge Challenger Rouge
- Animal Kingdom (2016-2017) : Dodge Challenger Grise
- Archer : Dodge Challenger noire

### Vidéoclips
- Audioslave - Show Me How To Live : 1970 Challenger R/T
- Iron Maiden - The Wicker Man : 1970 Challenger R/T
- Queens of the Stone Age - 3's & 7's : 1970 Challenger R/T
- Wiz Khalifa - Black and Yellow : Challenger SRT-8
- Ashley MacIsaac - Poka Rokin : Challenger SRT-8
- Booba - Tur-fu : Challenger Decepticon
- John Mamann - Love Life ft. Kika : 1970 Challenger V8 « Six Pack » 440
- Rita Ora - New Look : Challenger SRT-8
- Billie Eilish Everything I Wanted- Challenger SRT

### Jeux vidéo
- Need for Speed: Carbon (2006) : 2008 Challenger et 1970 Challenger R/T
- Need for Speed: ProStreet (2007) : Challenger R/T 2008 et 1970
- Need for Speed: Undercover
- Need for Speed: Hot Pursuit (2010) : Challenger SRT8 2008
- Need for Speed: The Run (2011) : Challenger SRT8 2008 et Challenger R/T Hemi 1971
- Midnight Club: Los Angeles: Dodge Challenger R/T 1970 et 2008
- Gran Turismo 5 : Dodge Challenger R/T '70
- Gran Turismo Sport : Dodge Challenger R/T '70
- Driver: San Francisco : Dodge Challenger R/T 1970 440 Six-Pack (Conduite par le héros principal John Tanner et son collègue Tobias Jones qui est temporairement détruite à la suite d'une collision avec un semi-remorque et apparemment réparée par la suite) et Challenger SRT8 2008
- Forza Motorsport 3 : Dodge Challenger R/T 1970
- Forza Motorsport 4 : Dodge Challenger '08, Dodge Challenger '70
- Forza Horizon : Dodge Challenger '12
- The Crew : Dodge Challenger SRT-8 392 '12
- Real Racing 3 : R/T / SRT-8
- Forza Motorsport 5 : Dodge Challenger 2008 / Challenger R/T 1970
- Forza Motorsport 6 : Dodge Challenger SRT Hellcat 2016 / Challenger R/T 1970
- Forza Horizon 2 : Dodge Challenger R/T 1970 / Challenger 2012
- Forza Horizon 3 : Dodge Challenger R/T 1970 / Challenger SRT Hellcat 2016.
- Forza Horizon 4 : Dodge Challenger SRT Hellcat 2016/ Dodge Challenger SRT Demon 2018
- The Crew 2 : Dodge challenger SRT Demon 2018
- Asphalt 9: Legende
- Grand Theft Auto Online : Dodge Challenger SRT Demon de 2018, apparaît cependant sous le nom de "Bravado Gauntlet Hellfire[12]" dans le jeu vidéo.

### Publicité
- Parfum Dior Homme Eau sauvage (2015) : Dodge Challenger RT/SE 440 full black